# Chetaïbi
Chetaïbi (în arabă شطايبي) este o comună din provincia Annaba, Algeria.
Populația comunei este de 8.035 de locuitori (2008).